# بين الماضي والحب (مسلسل)
بين الماضي والحب، مسلسل دارمي كويتي. تدور أحداث المسلسل بين ثلاثة أشقاء يمثلون ثلاث قصص مختلفة مع عائلاتهم، ويشارك في بطولته نخبة من نجوم الخليج على رأسهم الفنان جاسم النبهان، شهد الياسين، حمد العماني، عبد الإمام عبد الله، إبراهيم الحربي، مشاعل الزنكوي، مرام، لطيفة المجرن. 
المسلسل مأخوذ عن قصة للكاتب البرازيلي دانيال أورتيز وتصدى لكتابة السيناريو الكويتيتان أوراد أحمد والدكتورة خلود النجار أما الإخراج فهو لعارف الطويل. والمسلسل من إنتاج 2010 و 2011 والعرض الأول 21 يناير 2012

## الفنانون المشاركون بالعمل
| الممثل          | الشخصية                   | الممثل              | الشخصية                     |
| --------------- | ------------------------- | ------------------- | --------------------------- |
| شهد الياسين     | ليلى.                     | حمد العماني         | وليد.                       |
| ملاك            | بثينة.                    | جاسم النبهان        | خالد.                       |
| إبراهيم الحربي  | سلطان.                    | عبد الإمام عبد الله | بدر.                        |
| سعاد علي        | فضة.                      | مرام                | فاطمة.                      |
| مشاعل الزنكوي   | مروة.                     | عبير الجندي         | نورة أم بثينة.              |
| أمل عباس        | أم إبراهيم.               | باسمة حمادة         | سلوى.                       |
| ابتسام عبد الله | مريم أم غالية.            | لطيفة المجرن        | عائشة أم بدر وخالد وسلطان . |
| نواف النجم      | جاسم.                     | غرور                | بدور حصة زوجة سلطان.        |
| سونيا العلي     | جمانة صديقة فاطمة.        | غزلان               | غالية.                      |
| نجوى الكبيسي    | هدى.                      | سالي القاضي         | لطيفة.                      |
| باسم عبد الأمير | خليل زوج مريم وأبو غالية. | أمل العنبري         | ياسمين.                     |
| سعود الخلف      | إبراهيم.                  | عبد الله الطليحي    | راشد.                       |
| عبد الله بهمن   | سالم.                     | نور                 | دلال.                       |
| كنزي            | نهى صديقة بثينة           | علي محسن            | احمد                        |
| محمد أسيري      | عبد الله.                 | سعد الكندري         | عزيز                        |
| محمد المسلم     | طارق                      | طلال باسم           | سعود                        |

شفيقة يوسف بدور منيرة زوجة خالد